# Parafia Podwyższenia Krzyża Świętego w Hucie-Dąbrowie
Parafia Podwyższenia Krzyża Świętego w Hucie-Dąbrowie – parafia rzymskokatolicka w Hucie-Dąbrowie.
W 1931 roku powstała parafia pod wezwaniem Podwyższenia Krzyża Świętego. Pierwotny kościół był drewniany. Obecny kościół murowany, w stylu współczesnym, został wybudowany w latach 1981–1985 staraniem ks. Stanisława Wojewódzkiego. Stary drewniany kościół został przekazany parafii w Hordzieżce.
Na obszarze parafii leżą miejscowości: Huta-Dąbrowa, Gołe Łazy, Nowy Świat, Podosie, Rozłąki. Do parafii także należy cmentarz znajdujący się przy ul. Cmentarnej.
Parafia ma księgi metrykalne od 1934 oraz kronikę parafialną od 1931.